# كلثم بن مسعود
كلثم عبد الله سالم بن مسعود (مواليد سنة 1957)، شاعرة وكاتبة صحفيَّة وسيدة أعمال إماراتيَّة. تشغل منصب سفيرة منظمة الأمم المتحدة للفنون في دولة الإمارات وتعمل رئيسة تحرير ورئيسة مجلس إدارة مجلة سيدات الأعمال الدوليَّة منذ عام 2016، وهي رئيسة فرع الإمارات للاتحاد العربيّ للمرأة المتخصصة، وهي مؤسِّسة ومديرة مرافئ دبي للثقافة والإبداع، وعضو مؤسس لرابطة أديبات الإمارات وأمينة سرها. كما تشغل منصب المدير العام لدار الاتّحاد العربي للنشر والتوزيع منذ عام 2017، وهي سفير فوق العادة للثقافة بالمجان من مؤسسة ناجي النعمان ببيروت منذ عام 2015. نالت عبد الله عددًا من الجوائز والتكريمات خلال مسيرتها الأدبيَّة ومنها وشاح سفير السعادة لاسعاد القيادة، وجائزة الدولة للشعر النبطيّ «زايد في عيون الشعراء»، وجائزة درع ريادة الشعر وغيرها العديد من الجوائز والتقديرات الأخرى.

## النشأة
ولِدَت كلثم عبد الله في منطقة فريج الحد بإمارة عجمان بالإمارات العربيَّة المتَّحدة في عام 1958. انتقلت العائلة لمدينة دبي حينما بلغت عبد الله الثالثة من العمر. والتحقت عند بلوغها ربيعها السابع مدرسة الخنساء الابتدائيَّة في عام 1965. ظهر عند كلثم من صغرها علائم الميل نحو الكلام المسجوع، وهو ما شجَّعها على التذكار والحفظ. تمكَّنت كلثم عبد الله في اللغة العربيَّة منذ نعومة أظفارها حيث حفظت أجزاءً من القرآن، وتضلَّعت في البنية الإعرابيَّة والنحويَّة لآياته. كما قرأت منذ مطلع نشأتها الشعر العربيّ التقليديّ لشعراء العصر الجاهليّ، فضلًا عن اِطِّلاعها على الأشعار العربيَّة الفصيحة الحديثة لشعراء من أمثال نزار قباني، وكتابات المنفلوطي، والشعر النبطيّ (الشعبيّ) لشعراء من أمثال فتاة العرب والماجدي ابن ظاهر.
بدأت عبد الله في كتابة الشعر في مرحلة المتوسط فكتبت أول قصيدة باللّغة العربيَّة الفصحى لها بعنوان «ذل الفؤاد» في عام 1972. أمَّا في بوادر نشاطها ككاتبة صحفيَّة فقد بدأت بالكتابة عقب انتهائها من التعليم الثانويّ الكتابة في مجلة «الأزمنة العربية». والتحقت بعدها في عام 1977 بجامعة الكويت ضمن بعثة مكوَّنة من ثلاثة وعشرين طالبة للدراسة، حيث تخصصت في علم النفس. عادت إلى الإمارات بعد تخرجها بدرجة الشهادة الجامعية في عام 1979، وعملت أخصائية اجتماعية في مدرسة سكينة بدبي. وفي عام 1982، انتقلت إلى مدرسة الأمة وبقيت فيها لمدَّة ست سنوات. انتقلت بعدها إلى وزارة التربية والتعليم لتصبح رئيسة قسم الصحة النفسيَّة المُنشأ حديثاً، وعمِلت على تطويره وتقديم خدمات الدعم والإستشارة النفسيَّة للطلاب ممن يعانون من تحديات وصعوبات في حياتهم. وفي عام 1991، بدأت العمل بقسم الخدمة الاجتماعيَّة للمرأة الذي أمر بتشكيله الشيخ مكتوم بن راشد آل مكتوم، وذلك بعد انتدابها لديوان الحاكم. وهكذا استقالت بعد ذلك بثلاثة سنوات من عملها في وزارة التربية والتعليم للتفرغ لعملها الجديد الذي استمرت فيه حتّى عام 2004. تحصّلت عبد الله على حاصلة على دبلوم في فلكلور وتراث الإمارات في عام 2010.

## المسيرة المهنية والأدبية
نشطت كلثوم عبد الله في الأوساط الشعريَّة الإماراتيَّة خلال مطلع تسعينيات القرن العشرين من خلال اشتراكها في تأسيس رابطة أديبات الإمارات، فقد كانت تكتب القصيدة الوطنيَّة الافتتاحيَّة الأسبوعيَّة لبرنامج «إمارات الحبيبة مساء الخير» الذي بُثَّ على أثير إذاعة أبوظبي. نشرت كلثم عبد الله أول ديوان في مسيرتها الشعريَّة في عام 1999 تحت عنوان «شذى الرايح» وهو ديوان من الشعر النبطيّ. ونشرت بعدها ديونًا شعريًا عربيًا فصيحًا مطبوعًا حمل عنوان «نقش في زوايا الذاكرة» في عام 2000. كذلك صدر لها ديوان شعريّ مسموع تحت عنوان «حكايات من تراث الإمارات» في عام 2007، وتبعه صدور ديوانها الرابع «ملامح الماء» في عام 2015. وصفت عبد الله في مقابلة مع قناة نور النيل المصريَّة اتسام أشعارها بالطابعين الوطنيّ والوجدانيّ.
كان لعبد الله حضور زاخر على الساحة الشعريَّة الإماراتيَّة والعربيَّة حيث شاركت في العديد من التظاهرات الثقافيَّة والأدبيَّة، فضلًا عن كونها عنصرًا فعَّالًا فيها حيث قامت بتأسيس «صالون الأربعاء» في عام 2002، وهو صالون أدبيّ أسبوعيّ جمَع في مجالسه الكتّاب الشعراء والصحفيين والمسرحيين والنقّاد والفنانين التشكيليين وغيرهم من مختلف وشتى الجنسيات. وهي عضو في الهيئة الإداريَّة لتجمُّع شعراء بلا حدود. هذا وقد مثَّلت بلدها في العديد من الفعاليات والتظاهرات الثقافيَّة والأدبيَّة التي أُقِيمت في الخارج مثل تمثيلها للإمارات في مهرجان جرش عام 1994، وملتقى الشعراء والكتّاب العرب بالدوحة في عام 1996، ومهرجان الخنساء للشاعرات الذي عُقِد في مسقط عام 1999، ومهرجان المتنبي الأول الذي انعقد بزيورخ عام 2000. كما كانت أحد أعضاء الوفد الإماراتيّ المشارك في فعاليات الاحتفال بدمشق عاصمة الثقافة العربية في شهر نوفمبر من عام 2008.
كانت إحدى الشاعرات المُشاركات في أمسية «شاعرات من الإمارات» التي نظَّمتها مؤسَّسة محمد بن راشد آل مكتوم بالاشتراك مع هيئة دبي للثقافة والفنون بتاريخ 26 مايو عام 2014. ضمَّت الفعالية التي أقيمت في حي الشندغة التراثي بمدينة دبي، مجموعة من الشاعرات الإماراتيات اللواتي قمن بقراءة عدد مختار من قصائدهن. افتتحت كلثم عبد الله الأمسية بِقرائتها لقصيدة «يا راكب الشقرا» التي كرَّستها إلى حكام الإمارات، والتي اتبعتها بقصيدة «لله در اللي سكن فيك يا دبي» مُمتدحةً فيها المدينة، ومن ثم «ما يلوق لي»، وقصيدة «تعال يا أجمل حكي». كما شاركت في الملتقى الثاني لمركز الشارقة للشعر الشعبيّ الذي تناول قضايا عدّة تواجهها الشاعرات الإماراتيات ودورهن في الشعر النسويّ.
تشغل عبد الله منصب مُمثِّلة نادي القلم النمساويّ بالخليج منذ عام 2014 حيث أنَّها عضو مُشارك بمشروع نشر كتاب «سيمفونية الربع الخالي» الذي جمع مجموعة من الأشعار العربيَّة لشعراء إماراتيين وعُمانيين المُترجمة للألمانيَّة وكتاب «لؤلؤة الدانوب» الذي جمع من الشعر الألمانيّ المترجم للعربيَّة لشعراء نمساويين. تهدف هذه المبادرة التي طرحتها الأستاذة إشراقة مصطفى حامد إلى تعزيز التفاعل والحوار الإنسانيّ بين النمسا والعالم العربيّ من خلال ترجمة الأعمال الأدبية المُترجمة من الألمانيَّة للعربيَّة وبالعكس. كما أنّها تشغل منصب مُمثِّلة دولة الإمارات لمعهد «دراما بلا حدود» الذي يقع مقره في ألمانيا.
ومن ناحية مسيرتها في الكتابة الصحفيَّة فقد كان لها إسهامات عديدة حيث كتبت أعمدة في «البيان»، بالإضافة لكتابتها عمودًا يوميًا في جريدة «أخبار العرب» ضمن قسم المنوعات كان يحمل عنوان «نقوش»، وقد حقَّق عمودها هذا الذي استمر نشره لمدّة ثلاثة سنوات نجاحًا ملحوظًا. كما أنَّها عضو اتحاد المدونين العرب للإنترنت.
كذلك انخرطت عبد الله في مجال الأعمال وتمكين المرأة فيه لمدّة تفوق العشرين عامًا فهي عضو مؤسِّس مجلس سيدات أعمال الإمارات، كما أنَّها رئيسة تحرير ورئيسة مجلس إدارة مجلة سيدات الأعمال الدوليَّة، وهي صاحبة مبادرة مشروع تمكين المرأة الحرفية في الوطن العربيّ، وعضو مؤسِّس في نادي الإمارات لسيدات الأعمال والمهن الحرَّة. وهذا فضلًا عن مشاركتها في العديد من مؤتمرات الأعمال على الصعيد العربيّ مثل مشاركتها في مؤتمر سيدات الأعمال والصناعيات بسوريا في عام 2002، والنسخة الأولى من مؤتمر سيدات أعمال البحرين في نفس العام. كما شاركت عبد الله في ملتقى غرفة التجارة الفرنسيَّة-العربيَّة الذي أقيم في باريس عام 2004، والمنتدى الاقتصادي للدول الإسلامية المنعقد في الكويت في عام 2008. وكانت ممثِّلة مجلس سيدات أعمال دبي بمنتدى المرأة العربية المقام ببيروت عام 2008.
ترشَّحت عبد الله في عام 2015 لعضوية المجلس الوطنيّ بإمارة دبي (رقم الترشيح 230) تحت شعار «ساعة وحضانة ودوام منزلي يساوي أسرة سعيدة» حيث كان تركيزها على جانب عمل المرأة والخدمة الوطنيَّة من خلال إعطاء المرأة فرصة العمل من المنزل لتتمكن من رعاية أولادها وإسعاد الأسرة.
كانت من بين مئة شاعر عربيّ تُرجمت أحد أعمالهم إلى اللّغة الإسبانيَّة ضمن الأنطولوجيا الشعريَّة التي جمعها المُترجم والكاتب العراقيّ حسين نهابة تحت عنوان «مختارات معاصرة لمائة شاعر وشاعرة عرب - الجزء الثاني» (بالإسبانية: Antología Contemporanea de Cien Poetas Árabes, Segunda Parte).

## أعمالها
نشرت عبد الله اربع دواوين شعريَّة مطبوعة وديوان مسموع واحد:
- «شذى الرايح» (1999)
- «نقش في زوايا الذاكرة» (2000)
- «حكايات من تراث الإمارات» (2010)
- «ملامح الماء» (2015)

## الجوائز والتكريمات
ظفرت كلثم عبد الله بعدد من الجوائز والتكريمات خلال مسيرتها الشعريَّة والصحفيَّة وكان من أبرزها:
- وشاح سفير الوفاء والسعادة من أجل إسعاد القيادة في عام 2017.[7]
- جائزة الدولة للشعر النبطيّ «زايد في عيون الشعراء» التي نالتها في سنة 1996.[10]
- جائزة اللغز في الشعر النبطي لثلاث دورات.[16]
- جائزة مكرمة الشيخ محمد بن راشد آل مكتوم ضمن فئة الشعر النبطيّ.[5]
- كانت واحدة من الشعراء الإماراتيين الذين كُرِّموا لمجاراتهم أبيات الشيخ محمد بن راشد آل مكتوم في احتفالات العيد الوطني الإماراتي الخامس والثلاثين في عام 2006.[16]
- جائزة درع ريادة الشعر في في الدورة الثالثة عشر التي منحها لها الشيخ سلطان بن محمد القاسمي حاكم إمارة الشارقة في عام 2016.[9][30]
- شهادة تقدير من جامعة أبوظبي بالإمارات.[29]
- تكريم تشريفيّ من الجمعية العربيَّة للتنمية البشريَّة والبيئيَّة.[29]
- شهادة تقدير قدَّمها نادي الإمارات لسيدات الأعمال والمهن الحرَّة في يونيو عام 2016 عن جهودها المبذولة في إنجاح فعاليات المؤتمر الرمضانيّ الثانيّ للنادي.[29]
- شهادة شكر وتقدير من الاتحاد العربيّ للاستثمار والتطوير العقاريّ في أكتوبر عام 2017.[31]
- شهادة تقدير في الدورة الأولى من المؤتمر العربي لمكافحة الإدمان الإلكترونيّ الذي عُقِدَ في مصر خلال شهر أكتوبر من عام 2018.[32]
- شهادة شكر وتقدير من الجمعية الخليجيَّة للاجتماعيين وجمعية الاجتماعيين البحرينيَّة في نوفمبر عام 2018.[29]
- شهادة تقدير قدَّمها اتحاد المستثمرات العرب في دورة عام 2019.[29]
- شهادة تقدير من منظمة إطعام للتنمية والتدريب الأردنيَّة في أبريل عام 2019.[29]
- شهادة تقدير من دائرة الثقافة بمجلس الحيرة الأدبيّ لمشاركتها في احتفالية يوم المرأة الإماراتيَّة في جلسة «تجارب إماراتيَّة إبداعيَّة خارج حدود الوطن»، وذلك بتاريخ 29 أغسطس عام 2019.[29]

## الحياة الشخصية
تزوجت كلثم عبد الله في عام 1982 ولديها ثلاثة أولاد، وهي تعيش في دبي. يُلقِّبها المقربون منها باسم «أم أحمد». تملك عبد الله مكتبًا لتصميم وإنتاج الإعلانات، بالإضافة إلى كونها رئيسة تحرير ورئيسة مجلس إدارة مجلة سيدات الأعمال الدوليَّة. تحب الاستماع للموسيقى التراثيَّة ولا سيما لألحان المعزوفة على الربابة والناي.

## وصلات خارجية
- كلثم بن مسعود  على فيسبوك.
- كلثم بن مسعود على ساوند كلاود
- كثلم عبد الله بن مسعود على تويتر.
- قناة كلثم بن مسعود  على يوتيوب